# Jindřich Šmída
Jindřich Šmída (14. července 1907 – 13. srpna 1974) byl český a československý politik Komunistické strany Československa a poúnorový poslanec Národního shromáždění ČSR. Působil i jako pedagog, novinář, diplomat a státní úředník.

## Biografie
V roce 1946 se uvádí jako profesor, správce reálného gymnázia a předseda okresního národního výboru v Pelhřimově. Funkci předsedy ONV zastával i roku 1948. V roce 1947 se stal ředitelem gymnázia v Pelhřimově. Když po únoru 1948 tři studenti ústavu emigrovali a čtvrtý byl zadržen při pokusu o přechod hranice, označil jejich čin za vlastizrádný a navrhl jejich vyloučení ze všech škol v republice.
Ve volbách roku 1948 byl zvolen do Národního shromáždění za KSČ ve volebním kraji Tábor. V parlamentu zasedal do konce funkčního období, tedy do voleb roku 1954.
Řídil i gymnázium na Kladně. Zastával post náměstka ministra školství a později náměstka ministra chemického průmyslu. Sloužil i jako diplomat. V letech 1956-1959 byl vyslancem Československa v Íránu a šéfredaktorem časopisů Rodina a škola a Učitelské noviny.